# Torneo Supercup 1991
Il Torneo Supercup 1991 si è svolto nel 1991, nella città di Dortmund.

## Squadre partecipanti
1. Francia
2. Germania
3. Italia
4. Unione Sovietica
5. Jugoslavia

## Classifica
| Pos. | Team             |
| ---- | ---------------- |
| 1    | Jugoslavia       |
| 2    | Unione Sovietica |
| 3    | Germania         |
| 4    | Italia           |
| 5    | Francia          |